# 주사 터널링 현미경

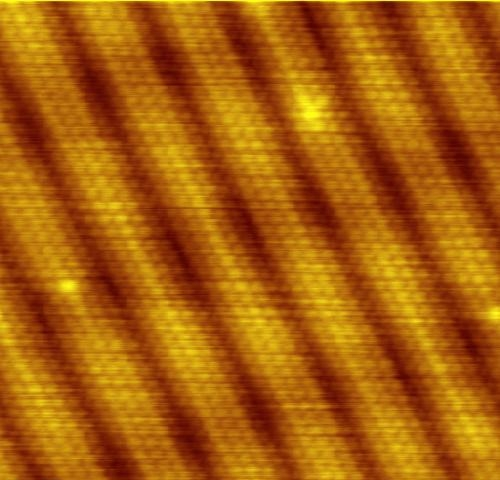
Au(100) 표면에 재구성된 금 원자 이미지

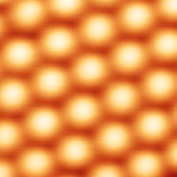
탄화규소(SiC) 단결정 표면의 규소 원자. STM으로 취득한 이미지

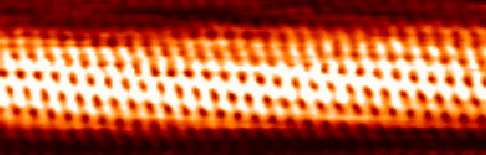
홑벽 탄소 나노튜브의 STM 이미지

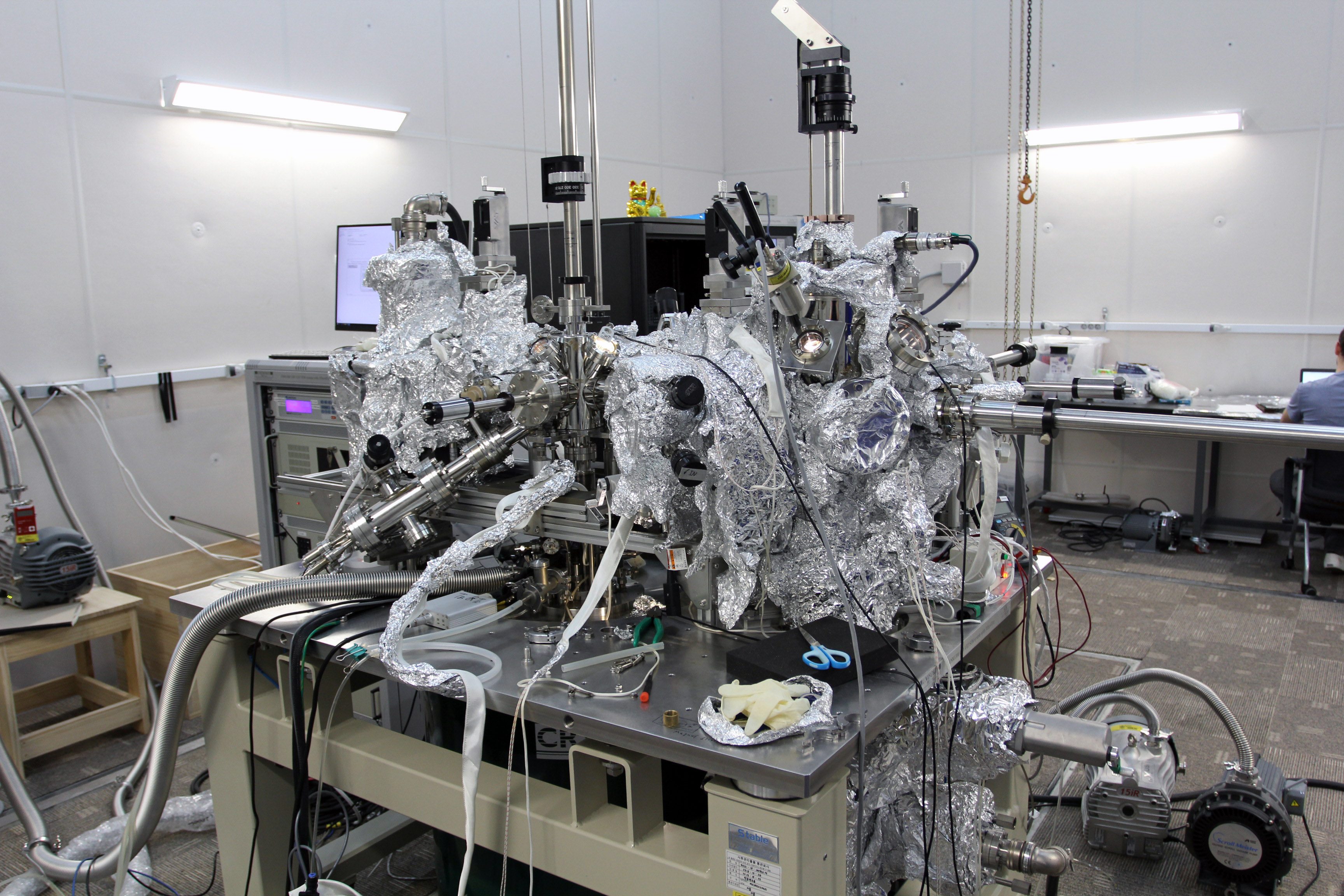
양자나노과학 연구단의 저온 전자스핀공명 주사터널링현미경(ESR-STM)은 한국에서는 최초, 국제적으로는 두번째로 성공한 단일 원자의 전자스핀공명 측정 기술이다.

주사 터널링 현미경(Scanning Tunneling Microscope, STM)은 원자 수준의 표면 이미지를 얻을 수 있는 장비다. 한국물리학회 공식 번역으로는 훑기 꿰뚫기 현미경이라고 옮기기도 하였다.
1981년에 IBM 취리히 연구소의 게르트 비니히(Gerd Binnig)과 하인리히 로러(Heinrich Rohrer)가 처음으로 개발했으며, 이 둘은 그 공을 인정 받아 1986년에 노벨 물리학상의 절반을 공동 수상했다. (나머지 절반은 주사 전자 현미경(SEM; Scanning Electron Microscope)을 발명한 공로로 에른스트 루스카(Ernst Ruska)가 공동 수상했다.) STM으로 시료 표면에 수평한 방향으로는 0.1 nm, 수직인 방향으로는 0.01 nm 정도의 높은 해상도를 달성할 수 있다. 이런 높은 공간 해상도를 가지고 있기 때문에 원자를 하나씩 본다거나 원자를 하나씩 움직이는 것도 가능하다. STM은 초고진공에서 상압에 이르기까지 다양한 압력에서 작동하며 용액 속에 잠긴 시료에 대해서 STM 측정을 하기도 한다. STM 측정이 이뤄지는 온도 범위도 상당히 넓어서, 거의 절대 0도에 가까운 온도에서 작동하는 극저온 또는 저온 STM에서 섭씨 수백 도 수준의 높은 온도에서 작동하는 고온 STM도 있다.
STM은 전자의 양자역학적 터널링을 이용하는 장비다. 전도성 팁을 시료 표면에 아주 가깝게 가져간 상태에서 팁과 시료 사이에 바이어스 전압을 걸어주면 전자가 진공의 에너지 장벽을 꿰뚫고 한 쪽에서 다른 쪽으로 넘어갈 수 있다. 그 결과로 생기는 터널링 전류는 팁의 위치, 가해진 전압, 그리고 시료의 국소 상태 밀도(LDOS; local density of states)에 의해 결정된다. 팁 끝으로 시료 표면을 훑으면서 팁과 시료 사이를 흐르는 터널링 전류를 측정하여 표면을 볼 수 있다. STM 실험을 하려면 극도로 깨끗하고 안정적인 표면, 아주 뾰족한 탐침, 고도의 진동 제어, 복잡한 전자회로 등이 필요하기 때문에 기술적으로 매우 어렵지만, 아주 간단한 수준의 STM을 취미로 만드는 사람도 있다.

STM에 관한 첫 번째 특허는 거드 비닉과 하인리히 로러가 쓴 미국 특허 4,343,993이다.

## 같이 보기
- 전자현미경